# Trinity (Jersey)
Trinity (französisch La Trinité, Jèrriais: La Trinneté), das Juwel des Nordens (Eigenwerbung), ist eine der zwölf Gemeinden (Parishes) von Jersey. Die Gemeinde liegt im Norden der Insel und umfasst 6975 vergées (13 km², 10 % der Landfläche von Jersey). Die Gemeinde ist ausgesprochen ländlich-urwüchsig geprägt, ist flächenmäßig die drittgrößte Gemeinde auf Jersey, jedoch diejenige mit der drittkleinsten Bevölkerungszahl.
Nachbargemeinden sind Saint John im Westen, Saint Helier im Süden, Saint Saviour im Südosten und Saint Martin im Osten.
Auf dem Gemeindegebiet liegt mit Les Platons der höchste Punkt der Insel (446 ft, 136 Meter).

## Sehenswürdigkeiten und Kultur
Der Jersey Zoo mit Les Augrès Manor und das Pallot Heritage Steam Museum liegen auf dem Gemeindegebiet.
In der Folklore ist das Areal von Bouley das Jagdgebiet des Tchian d'Bouôlé (des Schwarzen Hundes von Bouley), einem Phantomhund, der immer dann auftaucht, wenn ein Sturm bevorsteht. Vermutlich wurde die Sage von Schmugglern verbreitet, um Leute, die sie eventuell bei ihren illegalen Geschäften überraschen könnten, von nächtlichen Unternehmungen abzuschrecken.
Die Parochialkirche von Trinity mit ihrer markanten weißen Pyramidenspitze des Turmes ist eine bedeutende Landmarke.
Das Le-Vesconte-Denkmal, 1910 in Form eines Obelisken errichtet, erinnert an Philippe Le Vesconte (21. Dezember 1837 bis 21. August 1909), der als Gemeindevorsteher (connétable, Konstabler, zugleich Chef der örtlichen Polizei) insgesamt zehnmal in das Amt gewählt wurde.
Trinity Manor, unweit des Pallot Steam Museums, ist der Sitz des Seigneur of Trinity. Das Gebäude wurde 1909 durch Athelstan Riley als Ruine gekauft und baute es – was auf viel Kritik stieß – 1910–1913 nach Ideen von Sir Reginald Blomfield in eine Art Landschloss (château) im französischen Stil um. Eine der noch erhaltenen feudalen Pflichten in Jersey, und zwar eine, die an den Grund und Boden von Trinity Manor gebunden ist und die durch den Eigentümer, des Seigneur of Trinity wahrzunehmen ist, ist den Monarchen/die Monarchin bei dessen/deren Ankunft in Jersey mit einem Paar Stockenten zu begrüßen. Dazu hat der Seigneur dem Schiff soweit entgegen zu reiten, bis das Pferd mit dem Bauch im Wasser steht. Derzeitige Inhaberin der Seigneurie ist Pamela Bell.
2012 wurde im Gemeindegebiet der Hortfund von Trinity entdeckt, der im Wesentlichen aus der Bronzezeit stammt.

## Bevölkerungsentwicklung
Historische Populationen:
- 1991: 2.640
- 1996: 2.639
- 2001: 2.718
- 2011: 3.156[5]

## Politik
Die Gemeinde ist in fünf Gemeindeteile (vingtaines) eingeteilt:
- La Vingtaine de la Ville-à-l'Évêque
- La Vingtaine de Rozel
- La Vingtaine du Rondin
- La Vingtaine des Augrès
- La Vingtaine de la Croiserie

Trinity bildet einen Wahlbezirk und wählt einen Abgeordneten.
Alle Gemeinden von Jersey, so auch Trinity, haben eine Ehrenpolizei aus freiwilligen Mitgliedern, die, polizeiähnlich organisiert, bestimmte Rechte besitzen.

## Bildung
Trinity verfügt mit der Trinity School über eine Grundschule, der seit 2017 eine Kinderkrippe (nursery) angeschlossen ist.

## Persönlichkeiten
Zu den hier geborenen Persönlichkeiten gehören:
- Philipp Carteret (1733–1796), Seefahrer und Entdecker
- Sir Arthur de la Mare (1914–1994), britischer Diplomat und Schriftsteller.[7]

## Fotogalerie

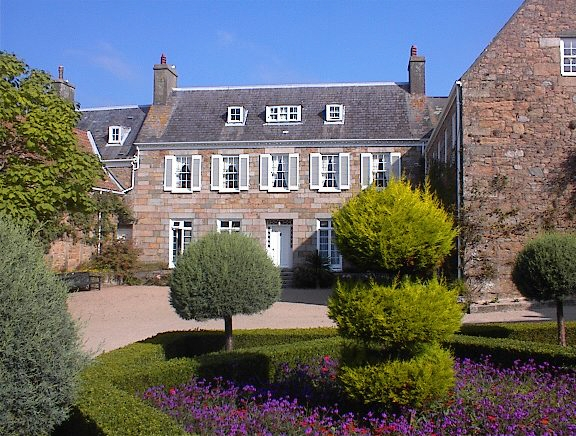
Les Augrès Manor im Zoo von Jersey.
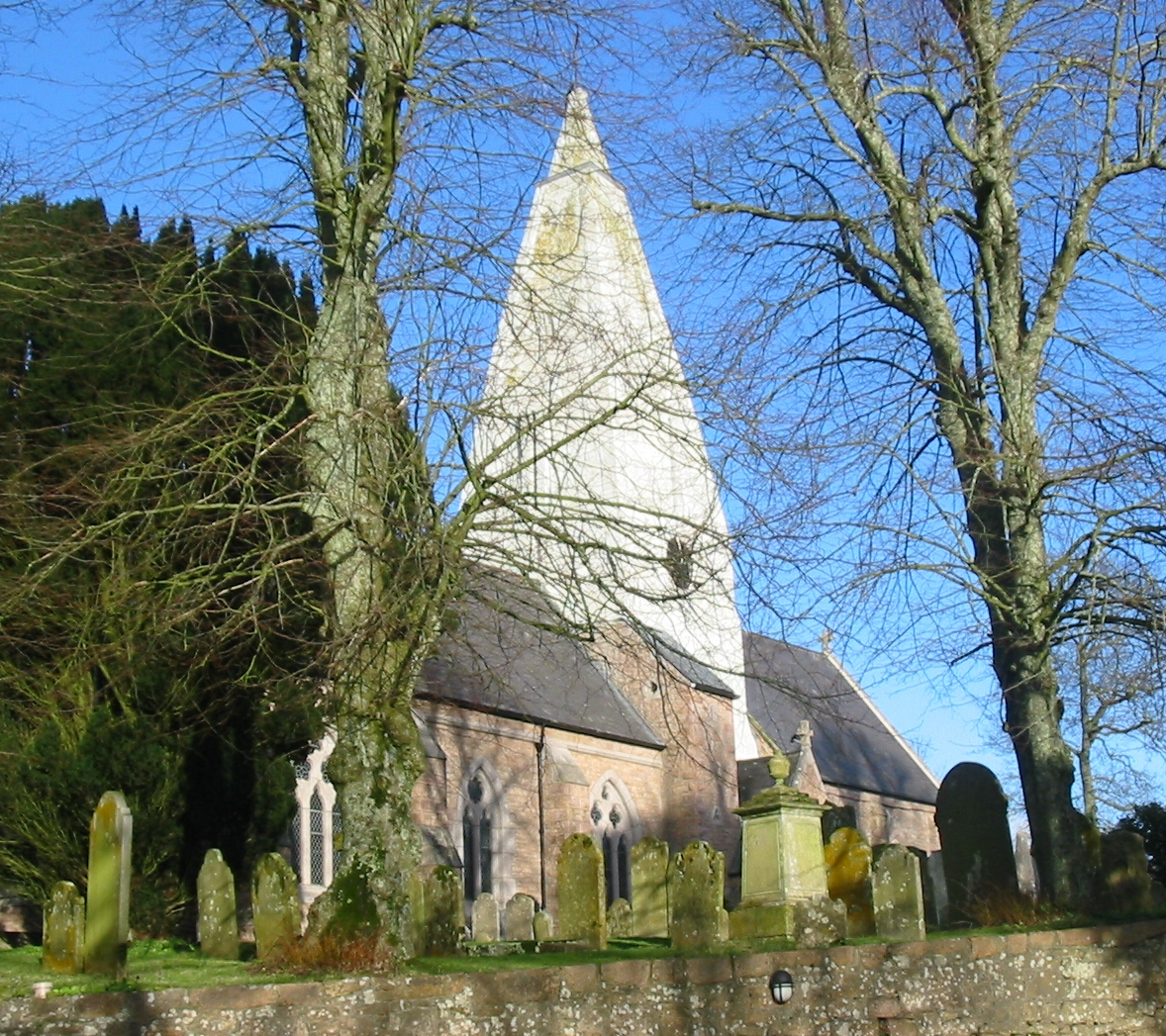
Die Parochialkirche von Trinity mit ihrem weißen Turm
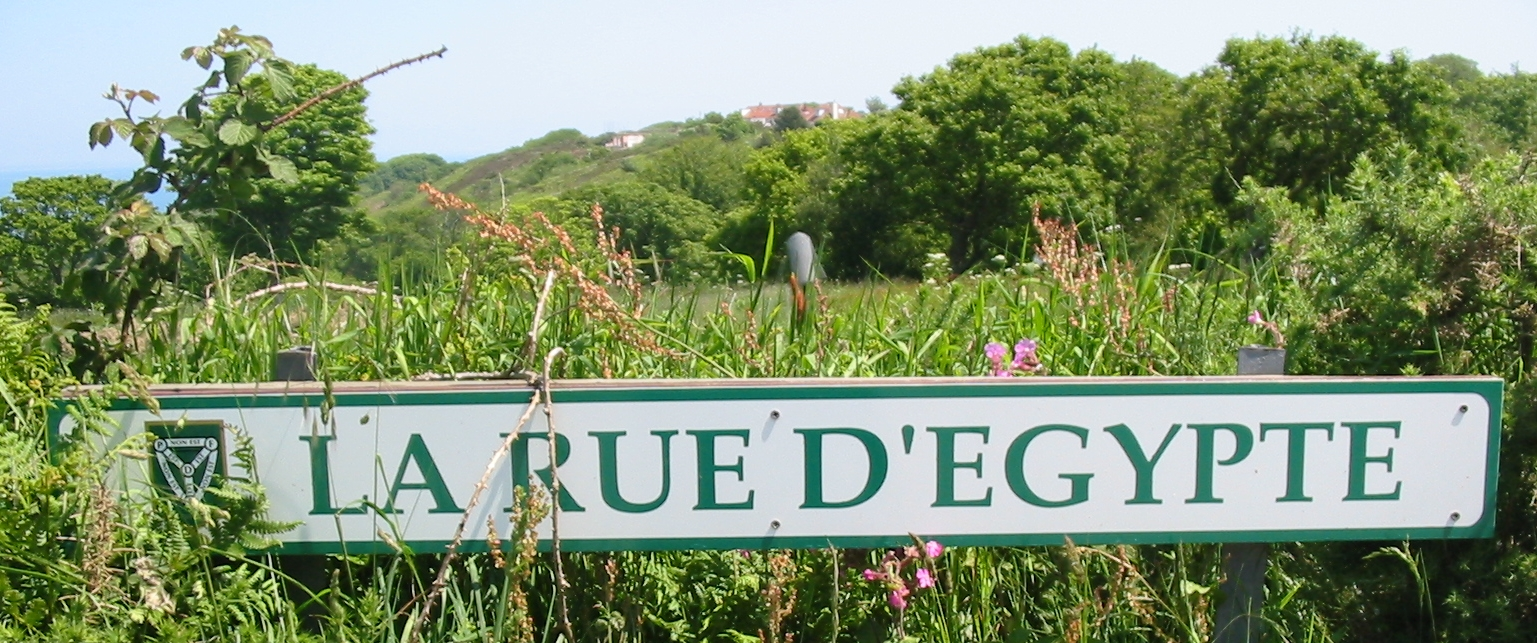
Rue d’Égypte in Trinity